# Standard (race)
Pour les articles homonymes, voir Standard.
 (novembre 2012).
Si vous disposez d'ouvrages ou d'articles de référence ou si vous connaissez des sites web de qualité traitant du thème abordé ici, merci de compléter l'article en donnant les références utiles à sa vérifiabilité et en les liant à la section « Notes et références ».

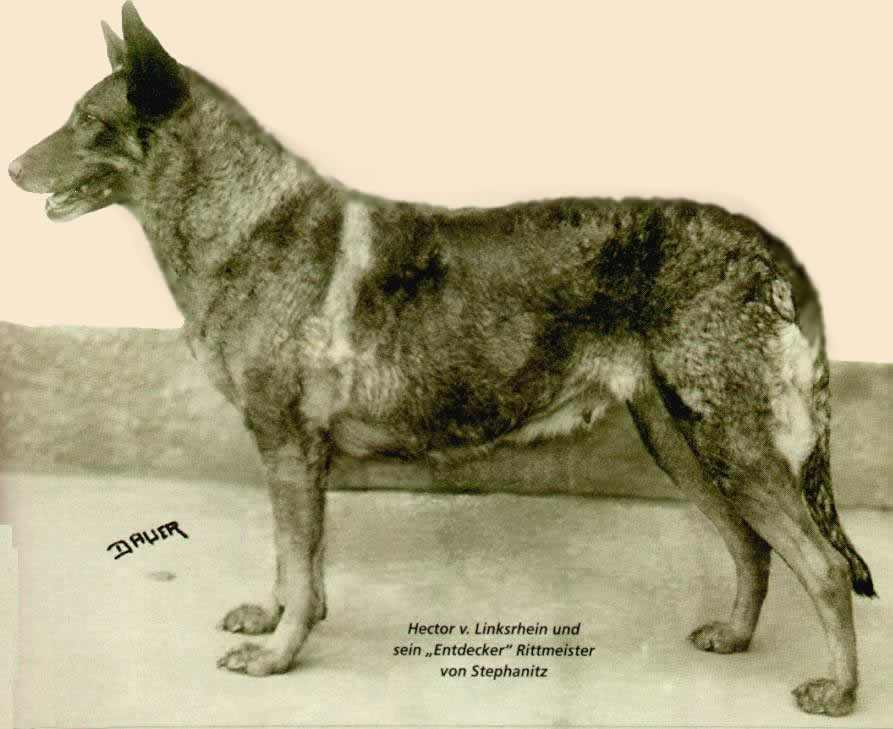
Horand von Grafrath, chien à partir duquel Max von Stephanitz définit le standard du berger allemand.

Le standard d'une race est l'ensemble des détails de morphologie et de robe, et aussi des aptitudes (allure, tempérament), exprimés par les individus appartenant à une race animale déterminée. Le standard est le produit d'une convention entre les éleveurs d'une race donnée.

## Signification et origine de la notion de standard
La notion de standard est une notion de zootechnie, elle est directement attachée à l'animal domestique lequel doit s'entendre au sens large (animal d'élevage modifié  par l'homme). Elle n'existe donc pas en zoologie où l'on se contente de la dénomination générale de "caractères" ou de celle de "phénotype" pour faire état des caractères exprimés par les individus appartenant à une espèce donnée ou à une sous-espèce, voire des variations rencontrées chez une "race géographique" qui est une notion parfois usitée en biologie.

### Origine
L'existence d'un standard suppose l'existence préalable d'une organisation des éleveurs (club, association de race).
La notion de standard dérive directement de la sélection des races animales qui sont le cadre, l'objet et le produit de la sélection animale par les éleveurs concernés. Cette notion est apparue en Angleterre, au XVIIIe siècle, dans le contexte de la création des races améliorées. Elle découle en particulier de l'action pionnière de Robert Bakewell, considéré comme le « père de la zootechnie », dont l'activité d'éleveur a résidé principalement dans la création et la sélection d'une race ovine, le New Leicester, appelé Dishley en France.
Le standard, en tant que convention entre éleveurs au sein d'une association, est l'un des trois grands principes fondateurs d'une race améliorée, les deux autres sont le contrôle des origines avec le livre des origines ou livre généalogique, et le contrôle des aptitudes ou performances dont font partie les concours d'animaux incluant les concours de beauté pour les animaux de compagnie.

### Standard de race et type racial

Silhouette définissant le type racial du chien Berger belge et proportions corporelles de son standard

À l'instar des éleveurs anglais qui distinguent, notamment en élevage canin, le standard breed et le breed type (en), on doit faire la même distinction entre le standard racial et le type racial.
Si le standard livre, en théorie, une vision idéale et détaillée d'un animal dans une race donnée, le type racial fait référence aux caractères essentiels dont la présence associée suffit, pour un observateur, à fonder l'appartenance de l'animal à cette race ou à un rameau ethnique incluant cette race. Par exemple :
- un bovin, aux proportions médiolignes, de moyen à grand format, à robe pie rouge bringée (stries noires sur fond rouge), à tête camuse (dépression interorbitaire marquée), blanche avec une pigmentation irrégulière en lunettes autour des yeux : sujet de race normande.

Dans le standard on retrouvera en sus d'autres informations les indications détaillées précisant plus ou moins, selon l'importance qui leur est donnée, comment doivent s'exprimer ces caractères. Le standard peut livrer des mensurations corporelles, (voir par exemple le standard du chien Berger belge) tandis qu'à la limite l'appréciation du type racial peut ne relever que de la connaissance professionnelle que peut en avoir un juge ou un éleveur.

## Nature des caractères relevant du standard
Il s'agit de caractères dont l'évaluation peut être réalisée, extemporanément, par l'observateur ou par un juge en exposition. Le standard d'une race rend compte principalement de caractères descriptifs ou qualitatifs : morphologie, couleur de la robe, allure, tempérament (vif, calme) etc. Il peut s'agir aussi de certains caractères quantitatifs mesurables extemporanément, sur un ring d'évaluation, comme la taille qui est mesurée généralement au garrot avec la toise.
L'évaluation du standard ne doit pas être confondue avec le contrôle des performances (contrôles laitiers, contrôles de croissance, performances en course ou en endurance, etc.) qui relèvent d'épreuves soumises à un protocole de contrôle qui leur est propre.

## Exploitation du standard
La conformité au standard est un critère d'évaluation d'un animal et, pour le moins, d'appartenance à la race considérée en sus de l'inscription au livre généalogique de la race qui peut être ouvert ou fermé. Une exception notable : le cheval Pur-sang anglais n'a pas de standard, seule compte l'inscription au Livre généalogique (stud-book), fermé, de la race.

### Évaluation des animaux en fonction du standard de leur race
L'évaluation des animaux, par référence au standard, est réalisée dans des épreuves selon un protocole variable selon les espèces : épreuve de confirmation des chiens inscriptibles au L.O.F., concours de beauté canins, félins, d'oiseaux de volière etc., il est aussi utilisé dans les concours des différentes races bovines, ovines, caprines, porcines, d'oiseaux de volière, de lapins d'agrément, de rongeurs de compagnie, de poissons d'aquarium ou lors des "shows" équestres. Des juges notent les caractéristiques physiques et le comportement des animaux présentés en fonction du standard. Mieux l'animal exprime les caractères par rapport à l'idéal formulé dans le standard, mieux il est noté. Cette évaluation n'est pas exempte de subjectivité compte tenu de l'imprécision fréquente de nombreux standards. L'interprétation par le juge demeure, elle tient compte de son expérience autant que de sa vision de la race considérée.

### Utilisation en sélection dans le cas des productions animales
L'évaluation du standard d'un animal est l'un des trois critères qui fondent l'appartenance de cet animal à la base de sélection de sa race, tel que cela est précisé dans les textes d'application de la Loi française du 28 décembre 1966 sur l'élevage pour les espèces bovine, ovine et caprine, les deux autres étant le contrôle des performances ou aptitudes, et le contrôle des filiations ou enregistrement généalogique. À ce titre, l'évaluation du standard participe à l'accroissement zootechnique de certaines productions surtout si elles sont fortement corrélées avec la morphologie, ce qui est notamment le cas pour la production de viande : le rendement en carcasse (poids de carcasse /poids vif) et le rendement en viande nette (poids des morceaux commercialisés /poids de l'animal) sont en effet fortement corrélés avec l'évaluation morphologique de l'animal sur pieds.

#### Limites d'une évaluation sur la base du standard
L'évaluation d'un animal sur la seule base du standard est possible lorsque cette évaluation porte exclusivement ou presque sur des caractères qualitatifs, descriptifs, comme c'est le cas pour des concours de beauté canins ou félins.
Pour des caractères quantitatifs en productions animales, comme la production laitière ou la croissance, la conformité à un standard type peut avoir peu d'importance, soit parce que celui-ci est insuffisamment précis pour juger du caractère à apprécier, soit parce que ce caractère ne peut être objectivement mesuré que par un contrôle approprié, étalé dans le temps (contrôles laitiers, contrôle de croissance). Dans ce cas, l'évaluation porte sur plusieurs contrôles successifs (pesées, analyses) au cours de la lactation ou de la croissance de l'animal. Le contrôle des performances est alors l'outil de contrôle phénotypique essentiel, voire exclusif, de la sélection animale. C'est notamment le cas pour les races bovines, ovines et caprines très spécialisées pour la production laitière (comme la race bovine Prim'Holstein, la race ovine Lacaune et la race caprine Alpine) : l'indexation génétique dérivée du seul contrôle des performances de l'individu et de ses apparentés y est aujourd'hui le critère majeur de la sélection, c'est elle qui rend compte (avec les techniques d'alimentation) de l'accroissement spectaculaire des performances de ces races laitières au cours des 40 dernières années. De même chez les chevaux de sport (galop, trot, endurance) le contrôle des performances est l'outil de sélection prédominant à exclusif.

## Rédaction
Les standards sont rédigés par les associations qui gèrent les livres des origines, en commun accord avec les juges, les clubs de race, les éleveurs concernés et, dans le cas des chevaux, les Haras nationaux. Pour les chiens et les chats, chaque club de race peut avoir son propre standard et son échelle de points, les compétitions se déroulant de façon différentes selon le club organisateur. En ce qui concerne les chevaux, le Stud-Book est national si la race est reconnue sur le sol français.
Ces standards ne sont pas figés car les races évoluent constamment. Ils peuvent être révisés lorsque l'on remarque une évolution significative dans un grand nombre de sujets de la race, comme pour les chats Siamois qui n'ont plus les mêmes caractéristiques qu'à l'origine.
Ils peuvent être également modifiés si l'on remarque que la race a tendance à devenir hypertypée et que cela entraine de la gêne ou des souffrances pour l'animal. Ainsi les animaux aux caractéristiques trop extrêmes peuvent être éliminés des compétitions, comme c'est le cas chez les chats Persans.

## Standards

### Standards des races de chats
- (fr) Les standards du LOOF (Livre officiel des origines félines)
- (en) Les standards de la CFA (The Cat Fancier's Association)
- (en) Les standards de l'ACF (The Australian Cat Federation)
- (en) Les standards de l'ACFA (The American Cat Fancier's Association)
- (en) Les standards de la TICA (The International Cat Association)
- (en) Les standards de la FIFé (Fédération internationale féline)
- (en + fr + de) Les standards de la WCF (World Cat Federation)

### Standards des races canines
On se reportera à l'article Liste des races de chiens qui donne accès à l'article de chaque race incluant son standard. Voir aussi :
- (fr) Les standards de la Fédération Cynologique Internationale sur le site de la Société Centrale Canine
- (fr) Liste de standards canins

### Standards des races équines
On se reportera à l'article Liste des races chevalines de France qui donne accès à l'article de chaque race incluant son standard et le lien externe permettant d’accéder au site officiel de la race. Voir aussi:
- (fr) Site des Haras nationaux, qui gèrent les livres des origines (Stud-book) équins

### Standards des rongeurs
- (fr) Association Francophone des Amateurs de Rongeurs - AFAR, association qui a pour projet de rédiger des standards pour les rongeurs de compagnie
- (fr) Standard Belge du hamster syrien
- (en) Standards de hamsters
- (en) Standards de hamsters (avec grille d'évalution)
- (en) Standard de cochon d'Inde Wikipédia (en)
- (en) Standards rats & souris de l'AFRMA
- (en) Standard rats de la RMCA
- (en) Standard de chinchilla de la RBA
- (en) Standard octodon